# Синехвостый трогон
Синехвостый трогон (лат. Trogon comptus) — вид птиц из семейства трогоновых. Подвидов не выделяют.

## Распространение
Встречаются во влажных низменных лесах в западной Колумбии и на северо-западе Эквадора.

## Описание
Длина тела около 28 см, масса птицы около 104 г. У самца жёлтый клюв, чёрные лицо и горло и белый глаз. Его макушка, спинка и грудка зелёные с голубоватым оттенком, круп пурпурно-синего цвета, а брюшко красное. Верхняя часть хвоста пурпурно-синего цвета с широким чёрным концом, а нижняя сторона — полосатая. Самка отличается полосатой верхней челюстью и серыми головой, спиной, грудью и верхней частью брюшка.